# マリーナ・アラバウ
マリーナ・アラバウ・ネイラ（Marina Alabau Neira, 1985年8月31日 - ）は、スペイン・アンダルシア州セビリア県セビリア出身の女子セーリング競技選手。RS:X級。

## 経歴
2012年ロンドンオリンピックのセーリング競技では金メダルを獲得した。同年には政府機関であるスポーツ上級委員会によってスペイン年間最優秀スポーツ選手賞に選ばれた。世界選手権では金メダル1個・銀メダル2個・銅メダル2個、ヨーロッパ選手権では金メダル5個を獲得している。